# Podsedlo
Podsedlo is een plaats in de gemeente Vojnić in de Kroatische provincie Karlovac. De plaats telt 88 inwoners (2001).